# Чигирин, Юлий Фёдорович
Ю́лий Фёдорович Чигири́н (27 мая 1935, Вергуны, Киевская область — 17 июня 1962, Харьковский район, Харьковская область) — советский инженер-железнодорожник, ценой собственной жизни спасший от смерти двух женщин. Его подвиг получил большой общественный резонанс в СССР.

## Биография
Родился 27 мая 1935 года в селе Вергуны Черкасской области в семье учителей.
Позднее семья переехала в посёлок Русская Поляна, где Юлий прожил бо́льшую часть своей жизни. После сельской семилетки — железнодорожный техникум, работа на строительстве, дальше — служба в армии. Окончил с отличием Харьковский институт инженеров железнодорожного транспорта имени С. М. Кирова.
17 июня 1962 года на платформе «Октябрьская» Южной железной дороги у посёлка Высокий, в 15 километрах от Харькова, Юлий Чигирин ценой собственной жизни спас от смерти старушку и её уже немолодую дочь, погибнув под колёсами встречного поезда.
В тот день Чигирин с друзьями приехали на отдых. За два дня до событий все они успешно выпустились из Харьковского института инженеров железнодорожного транспорта. Юлий защитил диплом на «отлично». Решили направиться к большому Высочанскому пруду. Идя по платформе, они услышали гудки встречного скорого и крик — две женщины не успели перебежать железнодорожную линию, прямо на них летел электровоз. Чигирин бросился на помощь: он прыгнул с платформы на рельсы и, оттолкнув женщин с железнодорожной колеи, прижал их к стоящей электричке. Старшая женщина осталась невредимой. Вторую электровоз зацепил,0 (она попала в больницу, но выжила. Сам Юлий Чигирин погиб.

## Общественный резонанс
О происшествии сообщали многие областные и центральные газеты, публиковали очерки журналы. Большой материал о герое поместил на своих страницах советский журнал «Огонёк».

## Награды
- Орден Красной Звезды (1963, посмертно).

## Память
- 26 июня 1962 года в институте, где он учился, созвали экстренное собрание коллектива, на котором огласили приказ ректора института, профессора А. Игнатьева. В нём, в частности, говорилось:

«…Студенты и весь коллектив института всегда будут чтить память о своем славном товарище — Чигирине Юлии Федоровиче. Пройдут годы, но коллектив Харьковского института инженеров железнодорожного транспорта имени С. М. Кирова никогда не забудет благородного подвига Юлия Чигирина, отдавшего свою жизнь ради того, чтобы жили другие…»
- Приказом ректора Ю. Ф. Чигирину была присвоена квалификация инженера путей сообщений — строителя. Имя Юлия было навечно внесено в списки студентов строительного факультета вуза, а его диплом решено было хранить в институте как дорогую реликвию.
- 5 февраля 1963 года власти Московского района Харькова приняли решение о переименовании улицы Электротехнической (бывшей Дворянской) в улицу имени Юлия Чигирина, а Горбатый мост — в мост Чигирина.
- На платформе «Октябрьская» установлена памятная стела из чёрного гранита с портретом Юлия Чигирина.